# Jason Haldane
Pour les articles homonymes, voir Haldane.
Jason Haldane est un joueur de volley-ball anglo-canadien né le 23 juillet 1971 à Terrace (Colombie-Britannique). Il mesure 2,04 m et joue central. Il totalise 300 sélections en équipe du Canada.

## Clubs
| Club                  | Pays     | De        | À         |
| --------------------- | -------- | --------- | --------- |
| Zonhoven              | Belgique | 1995-1996 | 1995-1996 |
| Montpellier UC        | France   | 1996-1997 | 1997-1998 |
| AS Cannes             | France   | 1998-1999 | 1999-2000 |
| Paris Volley          | France   | 2000-2001 | 2001-2002 |
| Tarante               | Italie   | 2001-2002 | 2001-2002 |
| Olympiakos Le Pirée   | Grèce    | 2002-2003 | 2002-2003 |
| AS Cannes             | France   | 2003-2004 | 2004-2005 |
| Tours Volley-Ball     | France   | 2005-2006 | 2005-2006 |
| Izimrud Ekaterinbourg | Russie   | 2006-2007 | 2006-2007 |

## Palmarès
- National
  - Championnat de France : 2001, 2005
  - Coupe de France : 2001, 2006
  - Supercoupe de France : 2005

- Européen
  - Ligue des champions : 2001
  - Coupe des Coupes : 1999
  - Supercoupe d'Europe : 2000